# Moqueur du Chili
Mimus thenca
Espèce
Statut de conservation UICN

 LC  : Préoccupation mineure
Le Moqueur du Chili (Mimus thenca) est une espèce de passereau appartenant à la famille des Mimidae.

## Répartition et habitat
Cet oiseau est endémique au Chili.

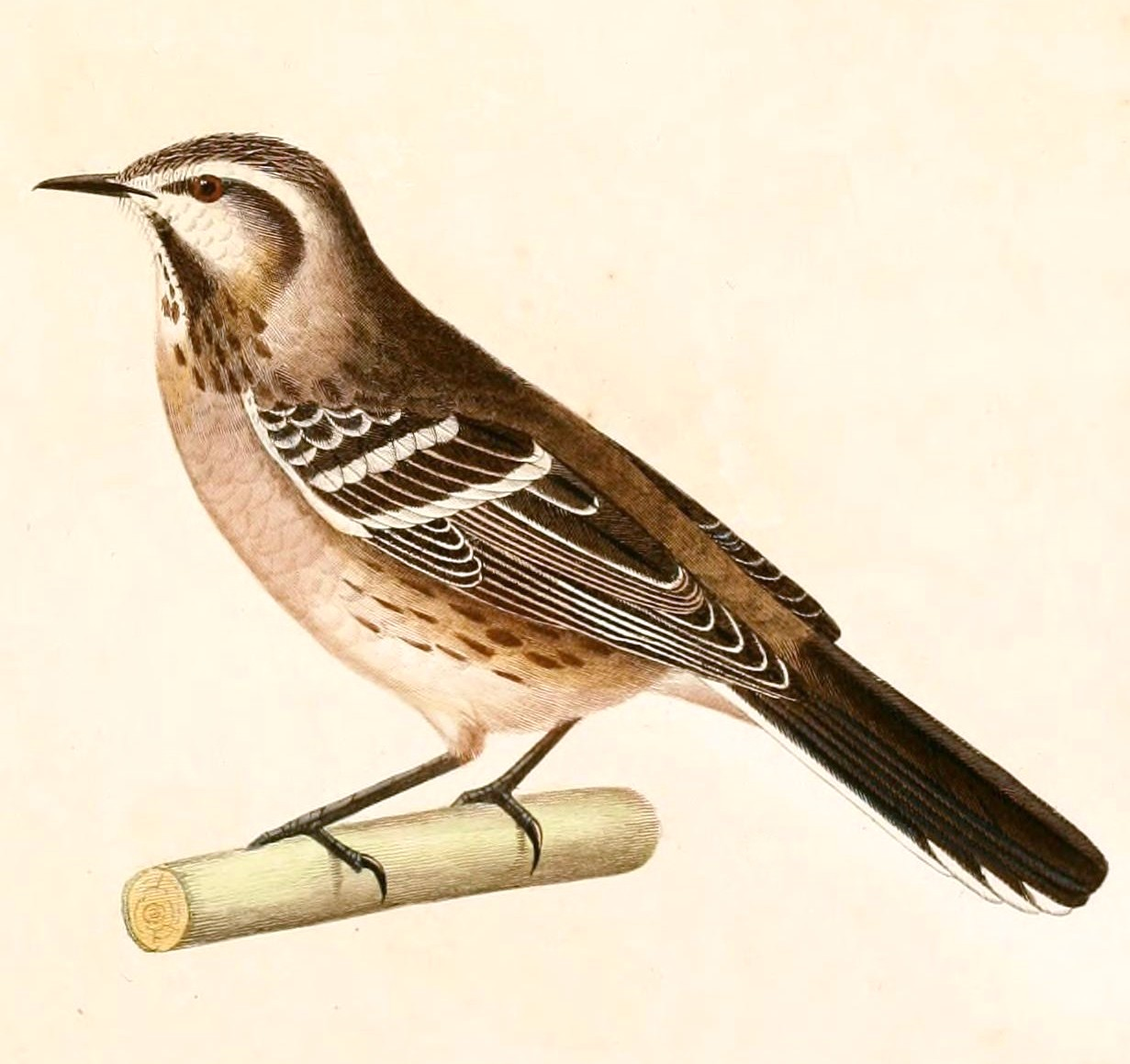

Cette espèce peuple les zones de broussailles sèches et les forêts primaires fortement dégradées.